# Smaragdia viridis
Smaragdia viridis is een slakkensoort uit de familie van de Neritidae. De wetenschappelijke naam van de soort is voor het eerst geldig gepubliceerd in 1758 door Linnaeus in de tiende editie van Systema naturae. 